# Öresundsparken, Lomma kommun
Öresundsparken är ett kommunalt naturreservat i Lomma kommun i Skåne län.
Området är naturskyddat sedan 2017 och är 9 hektar stort. Reservatet är ett strandområde nära södra delen av Lomma. Det består gräsmarker och havsstrand.